# 4.ª etapa del Tour de Francia 2018
La 4.ª etapa del Tour de Francia 2018 tuvo lugar el 10 de julio de 2018 entre La Baule-Escoublac y Sarzeau sobre un recorrido de 195 km y fue ganada al sprint por el ciclista colombiano Fernando Gaviria del equipo Quick-Step Floors, quien completó su segunda victoria de etapa en el Tour 2018. El ciclista belga Greg Van Avermaet del equipo BMC Racing conservó el maillot jaune.

## Clasificación de la etapa
| \| Clasificación de la etapa \| Clasificación de la etapa \| Clasificación de la etapa \| Clasificación de la etapa \| Clasificación de la etapa \| \| Ciclista \| Ciclista \| Equipo \| Tiempo \| \| \| ------------------------- \| ------------------------- \| ------------------------- \| ------------------------- \| ------------------------- \| \| 1.º \| Fernando Gaviria \| Quick-Step Floors \| 4 h 25 min 01 s \| \| \| 2.º \| Peter Sagan \| Bora-Hansgrohe \| + 0 s \| \| \| 3.º \| André Greipel \| Lotto-Soudal \| + 0 s \| \| \| 4.º \| Dylan Groenewegen \| LottoNL-Jumbo \| + 0 s \| \| \| 5.º \| Marcel Kittel \| Katusha-Alpecin \| + 0 s \| \| \| 6.º \| Andrea Pasqualon \| Wanty-Groupe Gobert \| + 0 s \| \| \| 7.º \| Alexander Kristoff \| UAE Team Emirates \| + 0 s \| \| \| 8.º \| John Degenkolb \| Trek-Segafredo \| + 0 s \| \| \| 9.º \| Dion Smith \| Wanty-Groupe Gobert \| + 0 s \| \| \| 10.º \| Timothy Dupont \| Wanty-Groupe Gobert \| + 0 s \| \| |                    |                     |                 |
| |                    |                     |                 |
| Fuente: ProCyclingStats |                    |                     |                 |
| Clasificación de la etapa |                    |                     |                 |
| Ciclista | Ciclista           | Equipo              | Tiempo          |
| 1.º | Fernando Gaviria   | Quick-Step Floors   | 4 h 25 min 01 s |
| 2.º | Peter Sagan        | Bora-Hansgrohe      | + 0 s           |
| 3.º | André Greipel      | Lotto-Soudal        | + 0 s           |
| 4.º | Dylan Groenewegen  | LottoNL-Jumbo       | + 0 s           |
| 5.º | Marcel Kittel      | Katusha-Alpecin     | + 0 s           |
| 6.º | Andrea Pasqualon   | Wanty-Groupe Gobert | + 0 s           |
| 7.º | Alexander Kristoff | UAE Team Emirates   | + 0 s           |
| 8.º | John Degenkolb     | Trek-Segafredo      | + 0 s           |
| 9.º | Dion Smith         | Wanty-Groupe Gobert | + 0 s           |
| 10.º | Timothy Dupont     | Wanty-Groupe Gobert | + 0 s           |

## Clasificaciones al final de la etapa

### Clasificación general(Maillot Jaune)
| \| Clasificación general \| Clasificación general \| Clasificación general \| Clasificación general \| Clasificación general \| \| Ciclista \| Ciclista \| Equipo \| Tiempo \| \| \| --------------------- \| --------------------- \| ------------------------- \| --------------------- \| --------------------- \| \| 1.º \| Greg Van Avermaet \| BMC Racing Team \| 13 h 33 min 56 s \| \| \| 2.º \| Tejay van Garderen \| BMC Racing Team \| + 0 s \| \| \| 3.º \| Geraint Thomas \| Team Sky \| + 3 s \| \| \| 4.º \| Philippe Gilbert \| Quick-Step Floors \| + 5 s \| \| \| 5.º \| Julian Alaphilippe \| Quick-Step Floors \| + 7 s \| \| \| 6.º \| Bob Jungels \| Quick-Step Floors \| + 7 s \| \| \| 7.º \| Tom Dumoulin \| Team Sunweb \| + 11 s \| \| \| 8.º \| Søren Kragh Andersen \| Team Sunweb \| + 11 s \| \| \| 9.º \| Michael Matthews \| Team Sunweb \| + 11 s \| \| \| 10.º \| Rigoberto Urán \| EF Education First-Drapac \| + 35 s \| \| |                      |                           |                  |
| |                      |                           |                  |
| Fuente: ProCyclingStats |                      |                           |                  |
| Clasificación general |                      |                           |                  |
| Ciclista | Ciclista             | Equipo                    | Tiempo           |
| 1.º | Greg Van Avermaet    | BMC Racing Team           | 13 h 33 min 56 s |
| 2.º | Tejay van Garderen   | BMC Racing Team           | + 0 s            |
| 3.º | Geraint Thomas       | Team Sky                  | + 3 s            |
| 4.º | Philippe Gilbert     | Quick-Step Floors         | + 5 s            |
| 5.º | Julian Alaphilippe   | Quick-Step Floors         | + 7 s            |
| 6.º | Bob Jungels          | Quick-Step Floors         | + 7 s            |
| 7.º | Tom Dumoulin         | Team Sunweb               | + 11 s           |
| 8.º | Søren Kragh Andersen | Team Sunweb               | + 11 s           |
| 9.º | Michael Matthews     | Team Sunweb               | + 11 s           |
| 10.º | Rigoberto Urán       | EF Education First-Drapac | + 35 s           |

### Clasificación por puntos(Maillot Vert)
| Clasificación por puntos | Clasificación por puntos | Clasificación por puntos | Clasificación por puntos | Clasificación por puntos |
| Ciclista                 | Ciclista                 | Equipo                   | Puntos                   |                          |
| ------------------------ | ------------------------ | ------------------------ | ------------------------ | ------------------------ |
| 1.º                      | Peter Sagan              | Bora-Hansgrohe           | 143 pts                  |                          |
| 2.º                      | Fernando Gaviria         | Quick-Step Floors        | 139 pts                  |                          |
| 3.º                      | Alexander Kristoff       | UAE Team Emirates        | 72 pts                   |                          |
| 4.º                      | André Greipel            | Lotto-Soudal             | 65 pts                   |                          |
| 5.º                      | Arnaud Démare            | Groupama-FDJ             | 52 pts                   |                          |
| 6.º                      | Marcel Kittel            | Katusha-Alpecin          | 50 pts                   |                          |
| 7.º                      | John Degenkolb           | Trek-Segafredo           | 36 pts                   |                          |
| 8.º                      | Jérôme Cousin            | Direct Énergie           | 33 pts                   |                          |
| 9.º                      | Andrea Pasqualon         | Wanty-Groupe Gobert      | 32 pts                   |                          |
| 10.º                     | Dylan Groenewegen        | LottoNL-Jumbo            | 32 pts                   |                          |

### Clasificación de la montaña(Maillot à Pois Rouges)
| Clasificación de la montaña | Clasificación de la montaña | Clasificación de la montaña | Clasificación de la montaña | Clasificación de la montaña |
| Ciclista                    | Ciclista                    | Equipo                      | Puntos                      |                             |
| --------------------------- | --------------------------- | --------------------------- | --------------------------- | --------------------------- |
| 1.º                         | Dion Smith                  | Wanty-Groupe Gobert         | 1 pt                        |                             |
| 2.º                         | Anthony Perez               | Cofidis, Solutions Crédits  | 1 pt                        |                             |
| 3.º                         | Kévin Ledanois              | Fortuneo-Samsic             | 1 pt                        |                             |

### Clasificación del mejor joven(Maillot Blanc)
| Clasificación del mejor joven | Clasificación del mejor joven | Clasificación del mejor joven | Clasificación del mejor joven | Clasificación del mejor joven |
| Ciclista                      | Ciclista                      | Equipo                        | Tiempo                        |                               |
| ----------------------------- | ----------------------------- | ----------------------------- | ----------------------------- | ----------------------------- |
| 1.º                           | Søren Kragh Andersen          | Team Sunweb                   | 13 h 34 min 07 s              |                               |
| 2.º                           | Egan Bernal                   | Team Sky                      | + 1 min 08 s                  |                               |
| 3.º                           | Magnus Cort                   | Astana                        | + 1 min 22 s                  |                               |
| 4.º                           | Thomas Boudat                 | Direct Énergie                | + 1 min 40 s                  |                               |
| 5.º                           | Antwan Tolhoek                | LottoNL-Jumbo                 | + 1 min 55 s                  |                               |
| 6.º                           | Gregor Mühlberger             | Bora-Hansgrohe                | + 2 min 09 s                  |                               |
| 7.º                           | Dion Smith                    | Wanty-Groupe Gobert           | + 2 min 13 s                  |                               |
| 8.º                           | Stefan Küng                   | BMC Racing Team               | + 2 min 39 s                  |                               |
| 9.º                           | Amund Grøndahl Jansen         | LottoNL-Jumbo                 | + 2 min 54 s                  |                               |
| 10.º                          | Élie Gesbert                  | Fortuneo-Samsic               | + 3 min 02 s                  |                               |

### Clasificación por equipos(Classement par Équipe)
| Clasificación por equipos | Clasificación por equipos                | Clasificación por equipos | Clasificación por equipos |
| Equipo                    | Equipo                                   | Tiempo                    |                           |
| ------------------------- | ---------------------------------------- | ------------------------- | ------------------------- |
| 1.º                       | Quick-Step Floors                        | 41 h 21 min 02 s          |                           |
| 2.º                       | Team Sunweb                              | + 16 s                    |                           |
| 3.º                       | BMC Racing Team                          | + 23 s                    |                           |
| 4.º                       | Sky                                      | + 1 min 54 s              |                           |
| 5.º                       | EF Education First-Drapac p/b Cannondale | + 2 min 26 s              |                           |
| 6.º                       | Bora-Hansgrohe                           | + 2 min 52 s              |                           |
| 7.º                       | Astana                                   | + 2 min 56 s              |                           |
| 8.º                       | Katusha-Alpecin                          | + 3 min 00 s              |                           |
| 9.º                       | Mitchelton-Scott                         | + 3 min 04 s              |                           |
| 10.º                      | Bahrain-Merida                           | + 3 min 56 s              |                           |

## Abandonos
- Axel Domont, por caída a menos de seis kilómetros de meta.[1]